# Помирцы

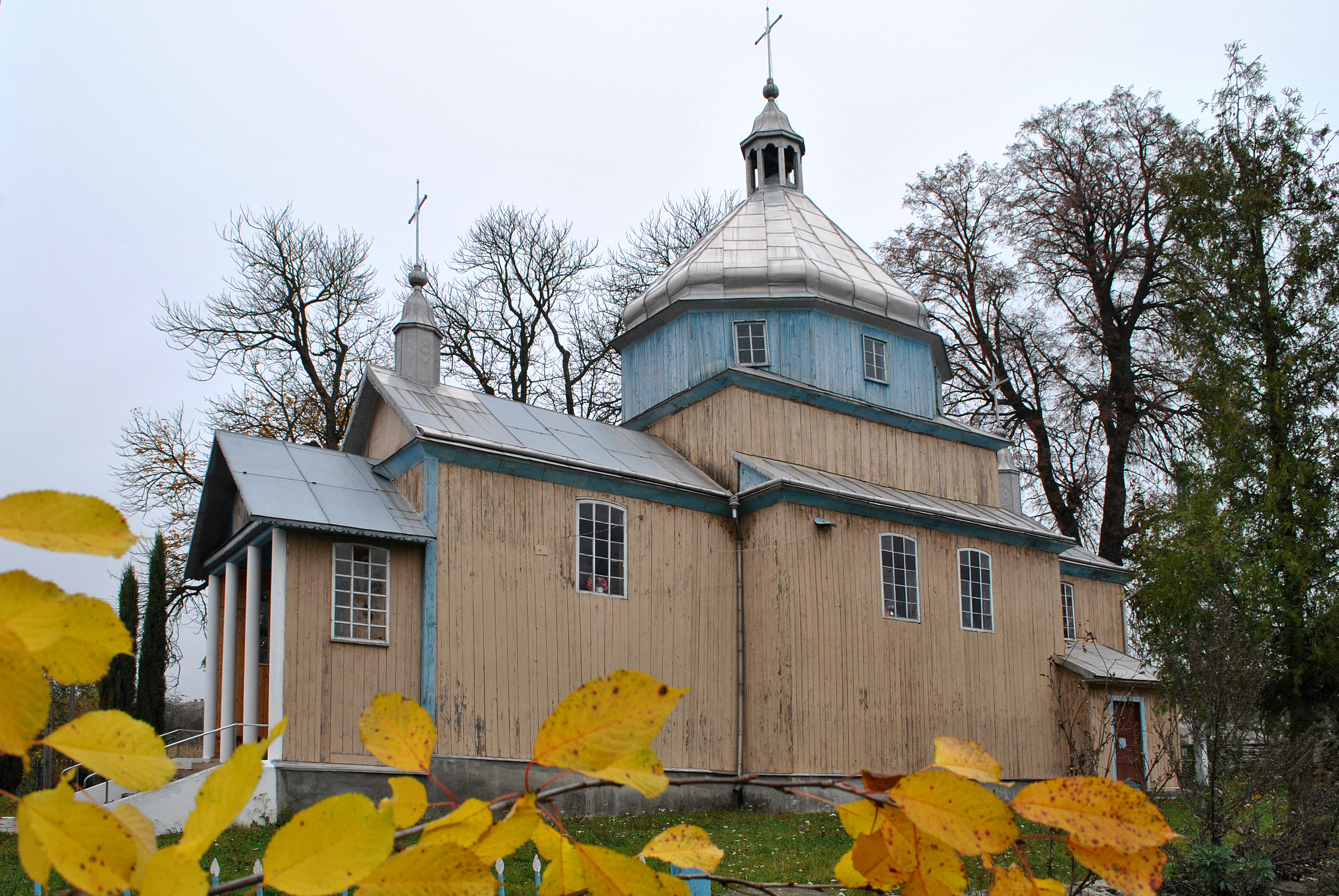
Церковь Пресвятой Троицы

Помирцы (укр. Помірці) — село в Бучачской городской общине Чортковского района Тернопольской области Украини.
До 2020 года входило в Бучачский район.
Код КОАТУУ — 6121285802. Население по переписи 2001 года составляло 517 человек.

## Географическое положение
Село Помирцы находится на левом берегу реки Ольховец,
выше по течению примыкает село Репинцы,
ниже по течению на расстоянии в 1 км расположено село Залещики.

## История
- Село известно с XVII века.

## Объекты социальной сферы
- Фельдшерско-акушерский пункт.